# Катажина Бахледа-Цурусь
Катажина Анна Бахледа-Цурусь (пол. Katarzyna Anna Bachleda-Curuś, при народженні Вуйцицька (пол. Wójcicka), 1 січня 1980) - польська ковзанярка, призерка Олімпійських ігор.
Катажина Войцицька виступає на всіх дистанціях ковзанярської програми, але на міжнародних стартах не добивалася особливих успіхів у особистих змаганнях. Вона, проте, виграла 15 польських титулів. Була чемпіонкою Зимової Універсіади 2007 на дистанції 1500 м.
Найбільший успіх прийшов до спортсменки на Олімпіаді у Ванкувері, де вона разом із коліжанками зі збірної Польщі здобула бронзові олімпійські медалі в командній гонці переслідування.